# Страткона (город, Миннесота)
Страткона (англ. Strathcona) — город в округе Розо, штат Миннесота, США. На площади 1,3 км² (1,3 км² — суша, водоёмов нет), согласно переписи 2002 года, проживают 29 человек. Плотность населения составляет 22,9 чел./км².
- Телефонный код города — 218
- Почтовый индекс — 56759
- FIPS-код города — 27-63130[1]
- GNIS-идентификатор — 0652719[2]